# Repenomamus
Repenomamus — рід гобіконодонтид розміром від опосума до борсука, що включає два види: Repenomamus robustus і Repenomamus giganticus. 

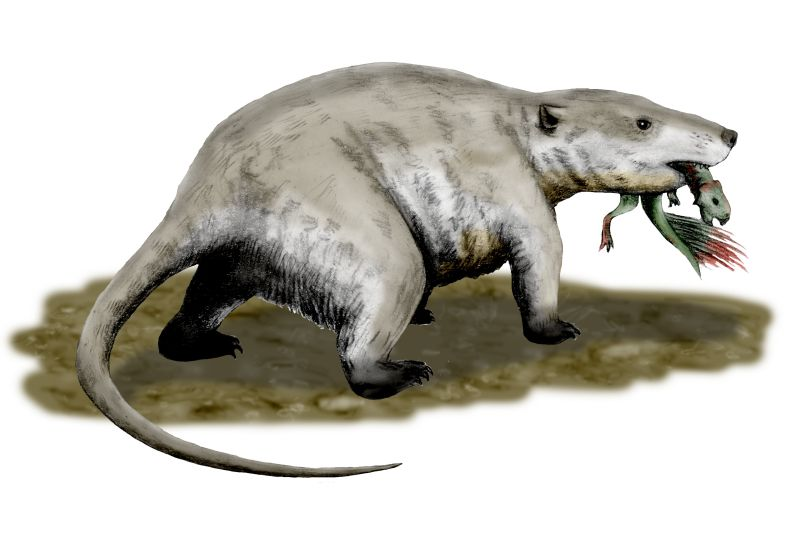
R. robustus пожирає дитинча Psittacosaurus

Обидва види відомі зі скам'янілостей, знайдених у Китаї, які датуються раннім крейдовим періодом, приблизно 125-123,2 мільйона років тому. R. robustus є одним із кількох мезозойських ссавців, для яких є вагомі докази того, що вони були мисливцями і харчувалися хребетними, включаючи динозаврів, що підтверждує скам'яніла знахідка боротьби Repenomamus з молодим пситакозавром. R. giganticus належить до найбільших ссавців, відомих з мезозойської ери.

## Опис
Особи відомих видів у Repenomamus є найбільшими відомими мезозойськими ссавцями, представленими достатньо повними скам'янілостями (хоча Kollikodon може бути більшим, а Schowalteria, Oxlestes, Khuduklestes і Bubodens досягали подібних, якщо не більших розмірів), дорослі особини R. robustus були розміром з віргінського опосума з орієнтовною масою 4–6 кг, тоді як відома доросла особина R. giganticus була приблизно на 50% більшою із загальною довжиною близько 1 м і орієнтовною масою 12–14 кг. Ці знахідки значно розширюють відомий діапазон розмірів тіла мезозойських ссавців. Насправді Repenomamus був більшим, ніж кілька дрібних симпатричних динозаврів дромеозаврид, таких як Graciliraptor.

## Палеобіологія
Особливості зубів і щелепи свідчать про те, що Repenomamus були м’ясоїдними, а виявлений екземпляр R. robustus із фрагментами скелета молодого пситакозавра, що зберігся в його шлунку, є другим прямим доказом того, що принаймні деякі мезозойські ссавці були м'ясоїдними і харчувалися іншими хребетними, включно з динозаврами; зареєстрований напад на Archaeornithoides дельтатеридієм передує його опису.
Як і більшість інших неплацентарних ссавців, Repenomamus мав надлобкові кістки, що означає, що він народжував або відкладав яйця, з яких вилуплювалися недорозвинені дитинчата, як сучасні сумчасті та однопрохідні.